# Recopilación
Recopilación puede referirse a:
- Compendio, resumen, recensión
- Código o códice (codex)
- Canon, corpus o colección (por ejemplo, álbum recopilatorio y caja recopilatoria)
- Clasificación
- La obra de un recopilador (en muy distintos ámbitos, por ejemplo: un antólogo, un museógrafo, un naturalista, un taxónomo, un folclorista, un lexicógrafo, un editor, un legislador, etc.)

## Recopilaciones legislativas
Redirigen aquí las siguientes expresiones, utilizadas de forma diversa por la bibliografía, aunque con significado similar:
Recopilación legislativa, legal o jurídica, corpus legis, corpus iuris, corpus iudicis, corpus legislativo, legal o jurídico, nomokanon, canon legis, canon iuris, canon iudicis, canon legislativo, legal o canon jurídico.
No deben confundirse con la expresión ordenamiento jurídico y con el concepto jurídico de codificación (hacer o formar un cuerpo de leyes metódico y sistemático, lo que es más propio de los códigos contemporáneos -Código civil, código penal- mientras que el concepto recopilatorio implica la reunión de las leyes previamente existentes, con mayor o menor coordinación).

### Derecho romano
- Código Gregoriano
- Código Hermogeniano
- Código Teodosiano
- Código de Justiniano
- Digesto o Pandectas
- Corpus Iuris Civilis

### Derecho común
- Corpus Iuris Communis[1]

### Derecho de gentes
- Corpus Iuris Gentium[2]

### Derecho canónico
- Concordia discordantium canonum o Decreto de Graciano
- Corpus Iuris Canonici
- Codex Iuris Canonici o Código de Derecho Canónico

### España

#### Derecho visigodo
- Edictum Theodorici regis o Edicto de Teodorico
- Codex Euricianus o Código de Eurico
- Lex romana visigothorum o Breviario de Alarico
- Capítulos Gaudenzianos
- Codex Revisus o Código de Leovigildo
- Liber Iudiciorum, Lex Visigothorum o Código de Recesvinto

#### Edad Media
- Fueros

##### Corona de Aragón
- Usatges de Barcelona (Condados catalanes, desde el siglo XI)
- Constituciones catalanas (ídem, 1283-1702)
- Fueros de Valencia (Reino de Valencia, desde 1238 -Els costums y posteriormente Furs de Valencia-)
- Fueros de Aragón (Reino de Aragón, desde 1247 -Vidal Mayor o In excelsis Dei Thesauris o Compilatio Maior-)
- Observancias (ídem, desde 1428)

##### Navarra
- Fuero General de Navarra (Reino de Navarra, 1327)

##### Corona de Castilla
- Fuero Juzgo (Corona de Castilla, 1241)
- Fuero Real (ídem, 1255)
- Siete partidas (ídem, 1284)

#### Antiguo Régimen
Se basa en los ordenamientos castellanos bajomedievales:
- Pseudo-Ordenamiento de Nájera (pretendidamente, en 1138, aunque lo más probable es que se elaborara simultáneamente al de Alcalá)
- Ordenamiento de Alcalá (1348)
- Ordenamiento de Montalvo (1484)
- Leyes de Toro (1505)
- Nueva Recopilación (1567)
- Recopilación de Leyes de los Reynos de las Indias (1680)
- Novísima Recopilación (1805)

## Recopilaciones de textos sagrados
- Vedas
- Sutras
- Biblia
- Hadiz

## Recopilaciones de fuentes históricas
- Corpus Inscriptionum Latinarum
- Monumenta Germaniae Historica
- España sagrada, de Enrique Flórez

## Obras científicas recopilatorias
- Naturalis Historia de Plinio el Viejo
- Etymologiae u Originum sive etymologiarum libri viginti, de Isidoro de Sevilla
- Speculum majus, de Vincent de Beauvais
- Systema Naturae, de Linneo
- Histoire naturelle, générale et particulière, avec la description du Cabinet du Roy, de Georges-Louis Leclerc de Buffon

## Obras literarias recopilatorias
- Refranero
- Romancero
- Las mil y una noches
- Calila e Dimna
- El Conde Lucanor
- Mil libros de Luis Nueda y Antonio Espina
- Las mil mejores poesías de la lengua castellana